# Vranjski glasnik (1891)
Vranjski glasnik bio službeni organ Vranjskog okruga koji je sa prekidima izlazio u Vranju od 1891. do 1912. godine. 
List je izlazio 3 do 4 puta mesečno, na 4 strane velikog formata.
Urednik lista bio je Todor Radovanović, koji je ujedno bio i predsednik okružne skupštine. Radovanovića je na mestu urednika sledeće 1892. godine nalsedio Mijajlo N. Rašković.
Redakcija lista bila je izmeštena u Leskovac. List je štampan u štampariji P. Stojanovića i S. Gemovića u Leskovcu.
List je imao rubrike:
- Službeni deo
- Neslužbeni deo
- Okružne novosti
- Domaće vesti
- Književne novosti

List naginje Narodnoj radikalnoj stranci, i sasvim je verovatno da je gašenje lista bilo prouzrokovano talasom otpuštanja radikala iz državne službe posle pada II vlade Nikole Pašića, i dolaska na vlast liberala pod vođstvom Jovana Avakumovića. 
Nijedan broj iz 1891. godine nije sačuvan. 27 brojeva 1982. godine sačuvano je mikrofilmovano. 

## Vranjski glasnik (1911)
Odbor Okruga Vranjskog obnavlja list 1911. godine. Urednik lista bio je Milan Stevanović.
Godine 1911. godine list je izlazio tri puta mesečno, dok naredne 1912. list izlazi dva puta mesečno, na 4 strane velikog formata.
List je štampan u Leskovcu.